# Dryopteris × fraser-jenkinsii
Dryopteris × fraser-jenkinsii là một loài dương xỉ trong họ Dryopteridaceae. Loài này được Gibby & Wid mô tả khoa học đầu tiên năm 1983.
Danh pháp khoa học của loài này chưa được làm sáng tỏ. 